# Jung y los post-junguianos
Jung y los post-junguianos (en original en inglés Jung and the PostJungians) es una obra de 1985 del psicólogo y analista junguiano inglés Andrew Samuels.

## Contenido
Jung y los post-junguianos ofrece una panorámica del despliegue de la psicología analítica y su relación con el psicoanálisis. El autor establece una diferencia entre junguianos y post-junguianos y define tres escuelas dentro de la psicología analítica: clásica, evolutiva y arquetipal, así como sus tres centros de desarrollo teórico (respectivamente, Zúrich, Londres y Dallas), señalando sus acuerdos y polémicas.
Traducido a 19 idiomas, se trata de un libro ya clásico en la comunidad junguiana internacional.